# Ute Boy
Ute Boy (30 de diciembre de 1938 - 2 de septiembre de 2014) fue una actriz y locutora de nacionalidad alemana.

## Biografía
Nacida en Berlín, Alemania, tras obtener su certificado de estudios Mittlere Reife, y tras seguir estudios de comercio, Boy se graduó en la escuela teatral de Marlise Ludwig.
En 1962, al comienzo de su carrera, fue elegida para participar en un largometraje germano estadounidense, Tunnel 28, dirigido por Robert Siodmak, y en el que hacía un papel de reparto. En 1963 tuvo su primera experiencia sobre el escenario en el Deutsches Theater de Berlín. A finales del verano de 1964 inició un compromiso que duró doce años con el Vaganten Bühne, en Charlottenburg, en el que conoció a Rainer Behrend, el mayor de los dos hijos del propietario, que además de componente de la compañía era director ocasional. Boy y Behrend se casaron el 3 de agosto de 1965, y en 1972 nació su hijo Florian. Debido a su matrimonio, Boy decidió utilizar como apodo artístico los nombres Boy-Behrend o Behrend-Boy.
En paralelo a su actividad en el Vaganten Bühne, que se había convertido en cierto modo en un negocio familiar gracias a que su marido había ampliado sus actividades directivas, ella también tuvo contratos con el Berliner Kammerspielen en 1965, el Teatro en Kurfürstendamm desde el otoño de 1967 al verano de 1969, y el Hansa-Theater de Berlín en la temporada 1965/66. Entre febrero y abril de 1969 hizo una gira teatral por tres países, la República Federal de Alemania, Austria y Suiza. Con Hans-Joachim Kulenkampff actuó en la obra de Carl Zuckmayer Des Teufels General. En televisión actuó en la producción dirigida por Wolfgang Spier Zwei ahnungslose Engel, con el papel de Rose Allan. Ese mismo año, en una fiesta de cumpleaños, conoció a un directivo de Sender Freies Berlin, Heinz Schmidt-Faber, que la invitó a llevar a cabo una prueba para un trabajo como locutora televisiva. Sin embargo, no hizo la audición hasta 1970, gracias a la mediación de la locutora Renate Bauer. Después fue todo rápido. A los diez días, en octubre de 1970, tuvo su primera asignación en el programa matutino de la ARD. Y en el nuevo año dirigió el programa matinal de la SFB a intervalos regulares. En mayo le encomendaron la inauguración de la programación regional, y el 4 de diciembre de 1971, a las 14.10, se le permitió debutar en el programa de los sábados de ARD. A pesar de todo ello, ella siguió trabajando como profesional independiente, sin contrato fijo.
Un año más tarde de su salida del Vaganten, bajo la dirección de Fritz Umgelter y acompañada por Günter Pfitzmann, trabajó en el episodio de la serie televisiva Tatort Feuerzauber. Además, en 1983, al igual que Judy Winter y Wolfgang Kieling, participó en la producción radiofónica de Gottfried von Einem para la Rundfunk im amerikanischen Sektor Fix und fertig, la cual fue emitida por diversas filiajes de la ARD
Ute Boy falleció en Berlín en el año 2014.